# Stefan Domaradzki (malarz)
Stefan Bohdan Domaradzki (ur. 11 listopada 1897 w Niżnym Nowogrodzie, zm. 12 lutego 1983 w Nandy) – polski malarz pejzażysta, od 1939 na emigracji.

## Życiorys
Urodził się 11 listopada 1897 w polskiej rodzinie Erazma i Józefy z Konopackich. Dzieciństwo i okres dorastania spędził w carskiej Rosji. Ukończył gimnazjum w Moskwie. W 1912 razem z rodziną zamieszkał w Nicei na południu Francji, pobierał lekcje u miejscowych malarzy, w Cannes w 1914 miała miejsce pierwsza wystawa jego prac. Wkrótce po tym powrócił do Rosji, zamieszkał w Moskwie, gdzie uczęszczał do szkoły plastycznej Stanisława Żukowskiego. W 1918 rozpoczął studia w Szkole Sztuk Pięknych w Moskwie w pracowni Maksima Malutina, w 1920 jego prace uczestniczyły w wystawie zorganizowanej w Moskwie. W 1921 zamieszkał w Polsce, od 1922 kontynuował naukę w warszawskiej Szkole Sztuk Pięknych w pracowni Karola Tichego. Od 1924 jego prace regularnie uczestniczyły w wystawach Towarzystwa Zachęty Sztuk Pięknych, w 1935 został wyróżniony brązowym i srebrnym medalem na jubileuszowym Salonie Zachęty. W 1939 wyjechał do Nowego Jorku, gdzie jego prace wystawiono na wystawie sztuki współczesnej w Gallery of Science Art.
Po II wojnie światowej pozostał na emigracji, początkowo we Francji, a następnie w Stanach Zjednoczonych.
Zmarł 12 lutego 1983 w Nandy pod Paryżem.

## Twórczość
Stefan Domaradzki tworzył martwe natury, nastrojowe pejzaże i weduty m.in. Warszawy i Paryża, poza inspiracją malarstwem francuskim zauważalny jest wpływ Stanisława Żukowskiego. Jedną z największych wystaw jego prac miała miejsce w Zachęcie w 1929.